# Ndotto I
Ndotto I est un village du département du Nkam au Cameroun. Situé dans la commune rurale de Ndobian, il est localisé sur la piste piétonne qui lie Ndobian à Balam.

## Population et environnement
En 1967, le village de Ndotto I  avait 100 habitants. La population est essentiellement composée des Biboum. La population de Ndotto I était de 48 habitants dont 26 hommes et 22 femmes, lors du recensement de 2005. 